# 시카이로

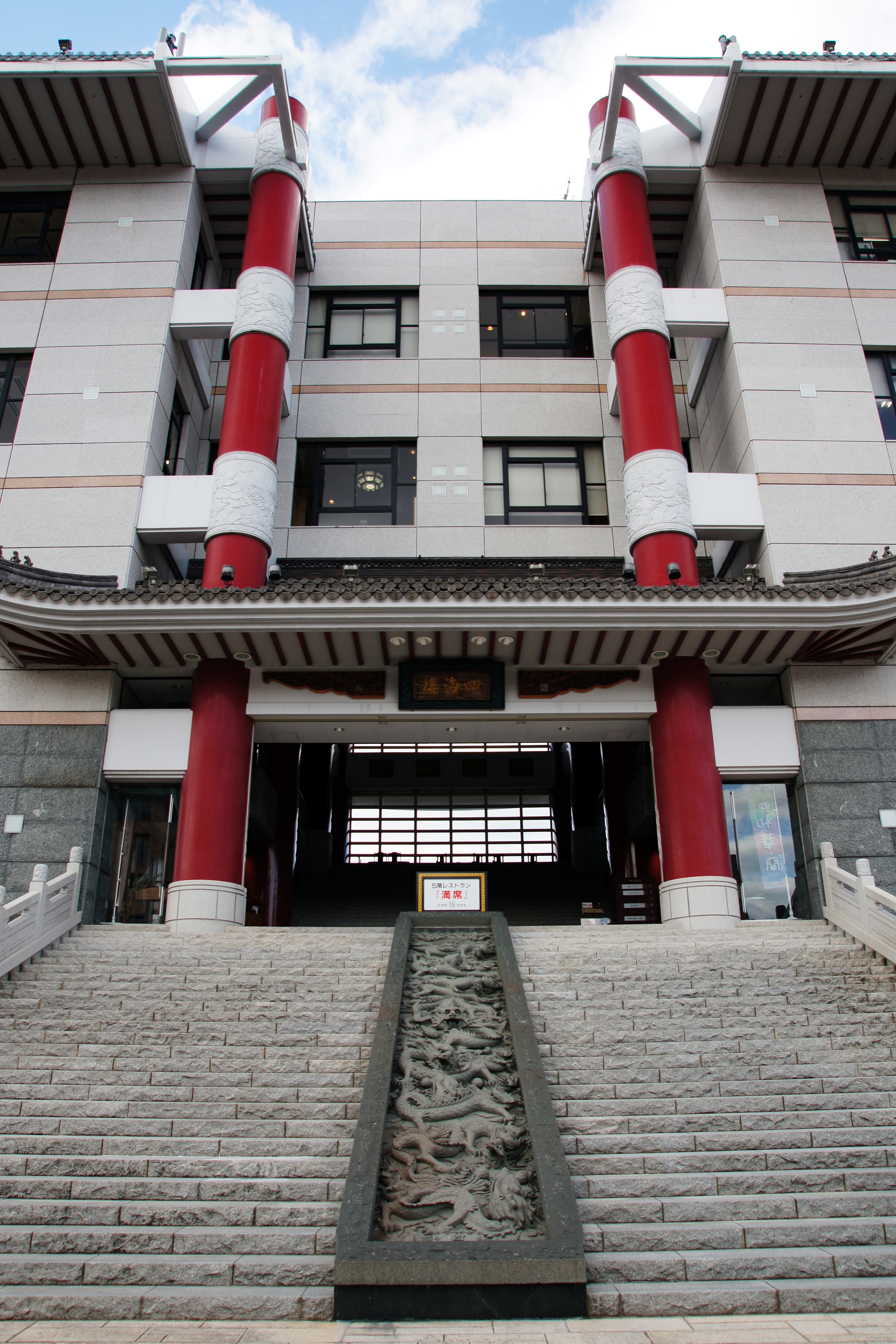
사해루 본사

시카이로(四海樓)는 나가사키현 나가사키시에 본사를 두고, 여러 곳에 점포를 둔 중화요리점이다. 천핑순이 창업하였으며, 짬뽕과 사라우동 발상의 가게로 알려져있다.